# Ingeborg-Bachmann-Preis
Der Ingeborg-Bachmann-Preis wurde 1976 von der Stadt Klagenfurt im Gedenken an die Schriftstellerin Ingeborg Bachmann gestiftet und wird seit 1977 jährlich während der mehrtägigen Tage der deutschsprachigen Literatur verliehen. Er gilt als eine der wichtigsten literarischen Auszeichnungen im deutschen Sprachraum.

## Beschreibung
In einer dreitägigen Lese-Veranstaltung treten vorausgewählte Bewerber nacheinander an und tragen etwa 25 Minuten lang bislang unveröffentlichte Prosatexte oder Ausschnitte vor. Die Texte müssen im Original auf Deutsch verfasst sein. Mit diesem Verfahren soll das Saalpublikum sowie insbesondere die Fach-Jury in Klagenfurt von der Qualität der vorgetragenen Texte überzeugt werden. Auf diese Weise werden jährlich die Preisträger des Ingeborg-Bachmann-Preises und anderer im Rahmen der Veranstaltung Tage der deutschsprachigen Literatur vergebener Preise ermittelt. Im Jahr 2008 wurde die Jury von neun auf sieben Mitglieder verkleinert und das Teilnehmerfeld von achtzehn auf vierzehn Autoren reduziert. Der Ingeborg-Bachmann-Preis ist seit 2006 mit 25.000 Euro dotiert (zuvor: 22.500 Euro). Insgesamt wurden 2010 Preisgelder von 56.500 Euro vergeben. Ab 2017 wird der von Deutschlandradio gestiftete und mit 12.500 Euro dotierte Deutschlandfunk-Preis vergeben, damit werden insgesamt 62.500 Euro Preisgeld ausgeschüttet. Ebenfalls 2017 hat der Deutschlandfunk erstmals den gesamten Wettbewerb live im Digitalradio übertragen.

## Geschichte
Der Journalist und Buchautor Humbert Fink sowie der damalige Intendant des ORF-Landesstudios in Kärnten, Ernst Willner, hatten Mitte der 1970er Jahre die Idee, in Klagenfurt einen Literaturwettbewerb nach dem Vorbild der Gruppe 47 ins Leben zu rufen, und konnten unter anderem Marcel Reich-Ranicki als Mitglied der Jury gewinnen. Daraus entstanden die Tage der deutschsprachigen Literatur, die seit 1977 alljährlich im Frühsommer in Klagenfurt stattfinden.
Der Wettbewerb wurde zunächst in Ausschnitten im Fernsehen gezeigt und seit 1989 in voller Länge live im Satellitenprogramm von 3sat übertragen. Die finanzielle Verstrickung mit dem ORF und dessen Wunsch nach einem möglichst TV-kompatiblen Format hat über die Jahre zu Spannungen mit eher konservativen Akteuren der Veranstaltung geführt, so zuletzt in den Reformen 2008. Auch den plötzlichen Weggang der Veranstaltungs-Chefin Michaela Monschein im Herbst 2012 sahen Kritiker im Zusammenhang mit einer von den Rundfunkverantwortlichen gewünschten Veränderung. Seit 2013 ist Horst L. Ebner Koordinator des Bachmannpreises.
2020 wurde die Veranstaltung wegen der COVID-19-Pandemie zunächst abgesagt. Mehrere Jurymitglieder plädierten jedoch dafür, den Wettbewerb in einer alternativen Form stattfinden zu lassen. ORF-Generaldirektor Alexander Wrabetz kündigte daraufhin an, eine digitale Ausgabe für das Internet auszuarbeiten. Die Jahre 2020 und 2021 fanden ausschließlich virtuell statt. Sowohl die Jury, als auch die Lesenden nahmen aus dem „Homeoffice“ teil, während sich das Publikum über Twitter über den Wettbewerb austauschte. Ab 2022 waren Jury und Lesende wieder vor Ort, zunächst – um weiterhin die Pandemierisiken zu minimieren – lasen die Autoren und Autorinnen im ORF-Garten, während die Jury im ORF-Theater tagte. Ab 2023 gab es wieder den gewöhnlichen Ablauf, allerdings wird seither der ORF-Garten als zusätzliche Bühne – etwa mit der Auslosung der Lesereihenfolge –  mit einbezogen.

### Ausstiegsüberlegungen des ORF
Im Jahr 2013 überlegte der ORF, wegen Sparmaßnahmen aus dem Wettbewerb auszusteigen. Da der Sender seine Ausgaben um rund 80 Millionen Euro reduzieren müsse, könne er sich die etwa 750.000 Euro (davon 350.000 für den Wettbewerb und weitere 400.000 einschließlich aller Nebenkosten) nicht mehr leisten. Die Ankündigung galt als Drohung, um die Sparauflagen der österreichischen Politik an den ORF aufzuweichen.
Der Literaturkritiker Hubert Winkels (Mitglied der Jury), der ehemalige Vorsitzende des ORF-Kuratoriums, Siegbert Metelko, Kulturlandesrat Wolfgang Waldner sowie die Stadt Klagenfurt äußerten daraufhin Protest. Eine Übernahme des Wettbewerbs durch die Kommune schloss letztere allerdings aus. Bundeskanzler Werner Faymann sprach sich ebenfalls für den Erhalt aus und erklärte: „Den Ingeborg-Bachmann-Preis wird es auch in Zukunft geben“.
Am letzten Tag des Ingeborg-Bachmann-Preises 2013 verkündete ORF-Generaldirektor Alexander Wrabetz eine Einigung mit der ORF-Landesdirektorin Karin Bernhard, dem Landeshauptmann von Kärnten Peter Kaiser und den Verantwortlichen der Stadt Klagenfurt zum Fortbestand des Preises. Die ursprüngliche Forderung nach Gebührenrefundierung bleibt dabei bestehen, fehlende Gelder sollen jedoch durch Sponsoren gedeckt werden.

### Juryvorsitzende
- 1993 bis 1996: Peter Demetz
- 1997 bis 1998: Iso Camartin
- 1999 bis 2002: Robert Schindel
- 2003 bis 2007: Iris Radisch
- 2008 bis 2014: Burkhard Spinnen
- 2015 bis 2020: Hubert Winkels
- 2021 bis 2023: Insa Wilke
- seit 2024: Klaus Kastberger[19]

## Preise
Gestiftet wurde der Hauptpreis des Wettbewerbs im Gedenken an Ingeborg Bachmann, eine der bedeutendsten österreichischen Schriftstellerinnen, die eine der bedeutenden Autorinnen der Gruppe 47 war und diese maßgeblich geprägt hat. Daneben werden im Laufe der Jahre dazugekommene weitere Auszeichnungen vergeben:
- der Kelag-Preis, der den Preis des Landes Kärnten ersetzte, weil Landeshauptmann Jörg Haider die Finanzierung des Preises wegen der Kritik an seiner Kulturpolitik verweigerte (2000–2005 „Preis der Jury“, 2006–2008 „Telekom-Austria-Preis“, dotiert mit 10.000 Euro)
- der 3sat-Preis (von 3sat gestiftetes Stipendium, 7.500 Euro)
- der Publikumspreis (seit 2002 verliehen, seit 2011 von der BKS Bank als BKS-Publikumspreis verliehen und mit 7.000 Euro dotiert)
- der Deutschlandfunk-Preis (seit 2017 verliehen und vom Deutschlandradio mit 12.500 Euro dotiert)

Von 1983 bis 2014 wurde der Ernst-Willner-Preis verliehen (bis 2013 von zahlreichen deutschsprachigen Verlagen gestiftet, 5.000 Euro (bis 2011: 7.000 Euro)). Im Jahr 2014 wurde der Preis ausschließlich durch die Klagenfurter Buchhandlung Heyn gestiftet und nannte sich »Mr. Heyn´s Ernst-Willner-Preis«.
Von 1998 bis 2017 wurde auch der seit 1987 bestehende Staatspreis für literarische Übersetzung, der Translatio, für das vorhergehende Jahr im Rahmen des Ingeborg-Bachmann-Wettbewerbs verliehen, und zwar einerseits für die Übersetzung eines Werkes der zeitgenössischen österreichischen Literatur in eine Fremdsprache und andererseits für die Übersetzung eines fremdsprachigen Werkes der zeitgenössischen Literatur ins Deutsche. Beide Preise sind (Stand 2022) mit jeweils 10.000 Euro dotiert.

## Preisträger

### Ab 2021
- 2025: Natascha Gangl: Da Sta

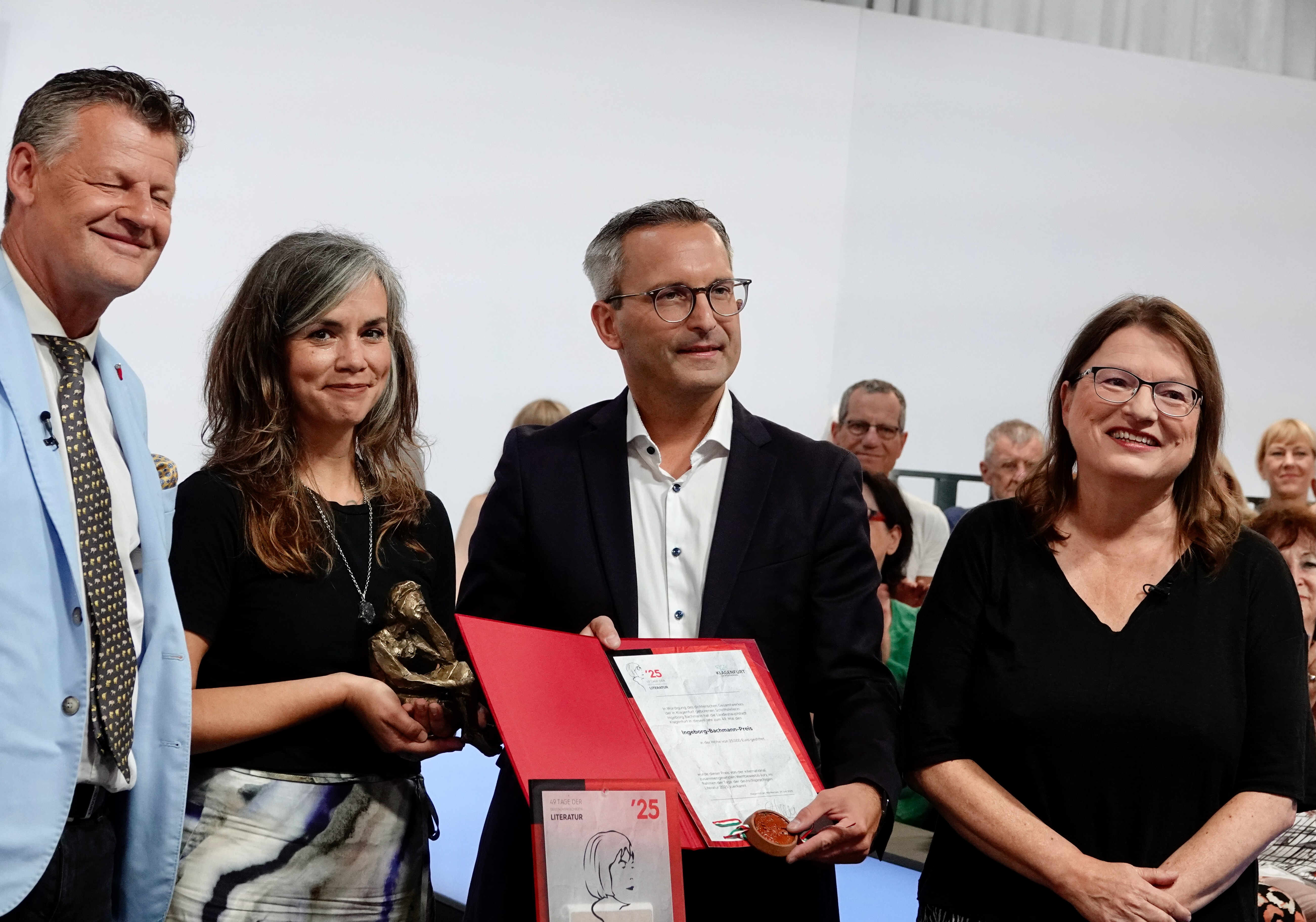
Ingeborg-Bachmann-Preis 2025 für Natascha Gangl (2. von links)

  - Deutschlandfunk-Preis: Boris Schumatsky: Kindheitsbenzin
  - Kelag-Preis: Nora Osagiobare: Daughter Issues
  - 3sat-Preis: Almut Tina Schmidt: Fast eine Geschichte
  - BKS-Publikumspreis: Natascha Gangl: Da Sta

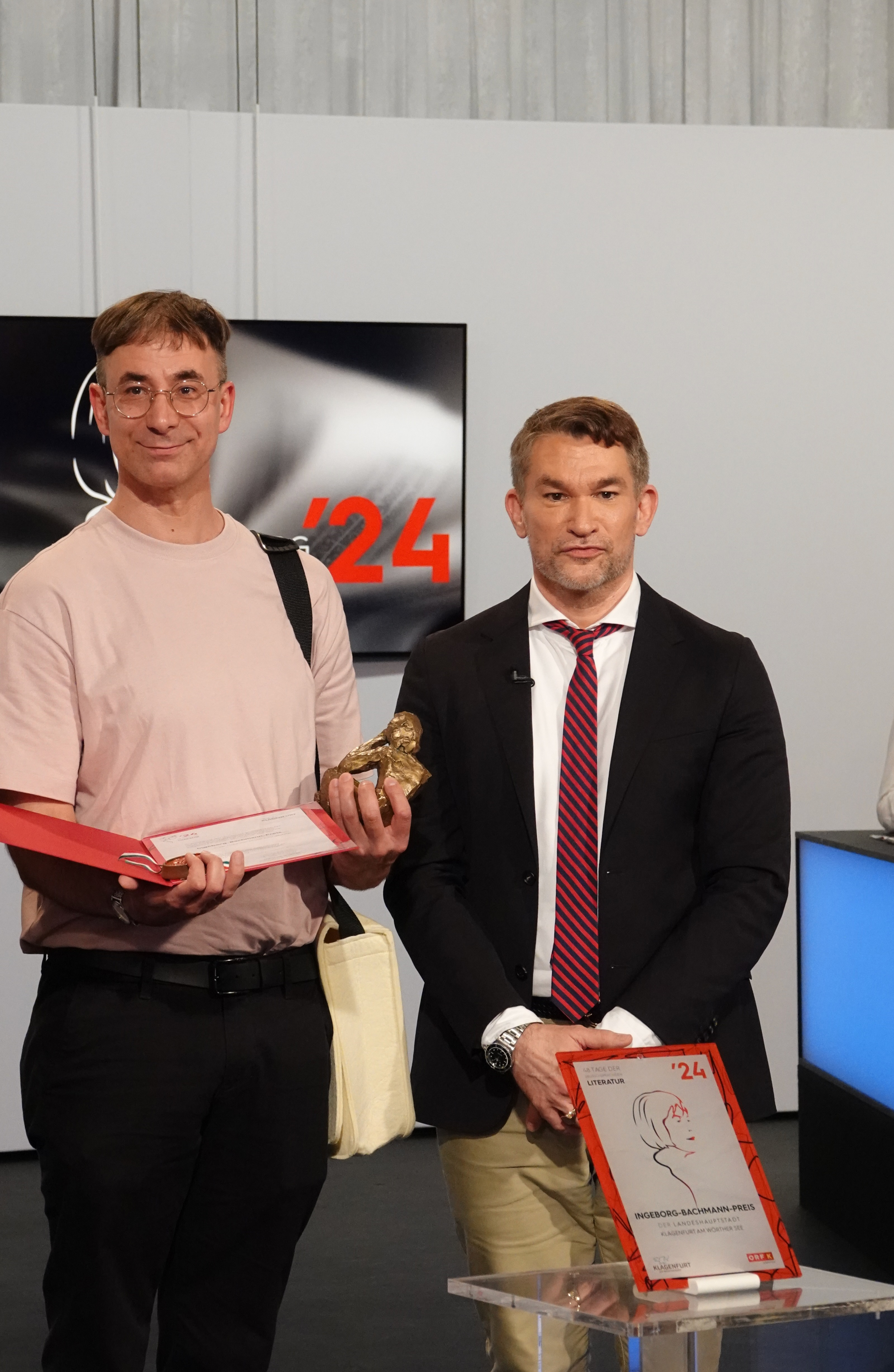
Verleihung des Bachmann-Preises an Tijan Sila (rechts der Laudator Philipp Tingler)

- 2024: Tijan Sila: Der Tag, an dem meine Mutter verrückt wurde
  - Deutschlandfunk-Preis: Denis Pfabe: Die Möglichkeit einer Ordnung
  - Kelag-Preis: Tamara Štajner: Luft nach unten
  - 3sat-Preis: Johanna Sebauer: Das Gurkerl
  - BKS-Publikumspreis: Johanna Sebauer: Das Gurkerl

- 2023: Valeria Gordeev: Er putzt

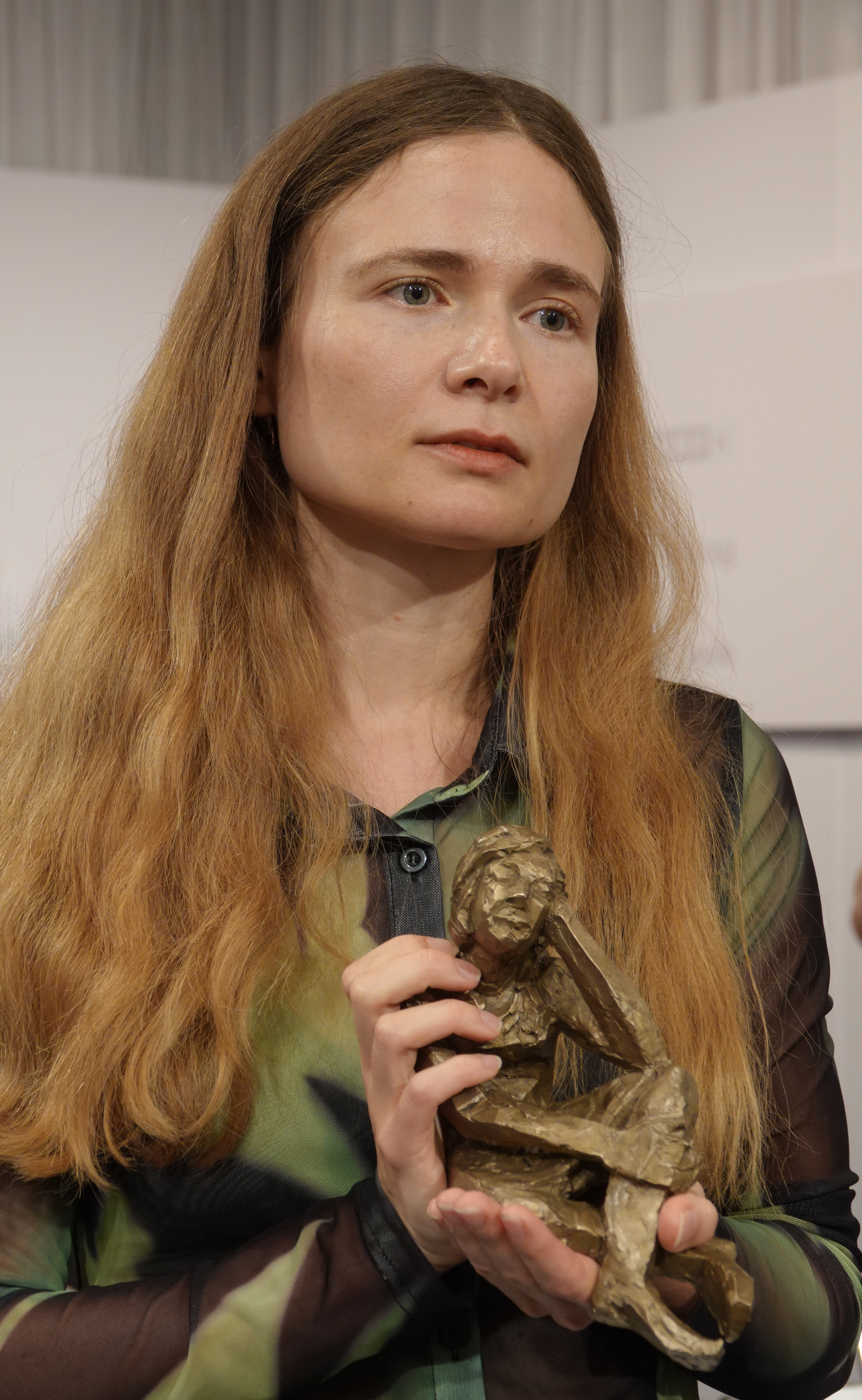
Valeria Gordeev mit der „Inge“, der neu kreierten Ingeborg-Bachmann-Preis-Statuette (2023)

  - Deutschlandfunk-Preis: Anna Felnhofer: Fische fangen
  - Kelag-Preis: Martin Piekar: Mit Wänden sprechen/Pole sind schwierige Volk
  - 3sat-Preis: Laura Leupi: Das Alphabet der sexualisierten Gewalt
  - BKS-Publikumspreis: Martin Piekar: Mit Wänden sprechen/Pole sind schwierige Volk

- 2022: Ana Marwan: Wechselkröte
  - Deutschlandfunk-Preis: Alexandru Bulucz: Einige Landesgrenzen weiter östlich, von hier aus gesehen
  - Kelag-Preis: Juan S. Guse: Im Falle des Druckabfalls
  - 3sat-Preis: Leon Engler: Liste der Dinge, die nicht so sind, wie sie sein sollten
  - BKS-Publikumspreis: Elias Hirschl: Staublunge

- 2021: Nava Ebrahimi: Der Cousin[21]
  - Deutschlandfunk-Preis: Dana Vowinckel: Gewässer im Ziplock
  - Kelag-Preis: Necati Öziri: Morgen wache ich auf und dann beginnt das Leben
  - 3sat-Preis: Timon Karl Kaleyta: Mein Freund am See
  - BKS-Publikumspreis: Necati Öziri: Morgen wache ich auf und dann beginnt das Leben

### 2011 bis 2020
- 2020: Helga Schubert: Vom Aufstehen
  - Deutschlandfunk-Preis: Lisa Krusche: Für bestimmte Welten kämpfen und gegen andere
  - Kelag-Preis: Egon Christian Leitner: Immer im Krieg
  - 3sat-Preis: Laura Freudenthaler: Der heißeste Sommer
  - BKS-Publikumspreis: Lydia Haider: Der große Gruß

- 2019[22] Birgit Birnbacher: Der Schrank
  - Deutschlandfunk-Preis: Leander Fischer: Nymphenverzeichnis Muster Nummer eins Goldkopf
  - Kelag-Preis: Julia Jost: Unweit vom Schakaltal
  - 3sat-Preis: Yannic Han Biao Federer: Kenn ich nicht
  - BKS-Publikumspreis: Ronya Othmann: Vierundsiebzig

- 2018[23] Tanja Maljartschuk: Frösche im Meer
  - Deutschlandfunk-Preis: Bov Bjerg: SERPENTINEN
  - Kelag-Preis: Özlem Özgül Dündar: und ich brenne
  - 3sat-Preis: Anna Stern: Warten auf Ava
  - BKS-Publikumspreis: Raphaela Edelbauer: Das Loch

- 2017[24] Ferdinand Schmalz: mein lieblingstier heißt winter
  - Deutschlandfunk-Preis: John Wray: Madrigal
  - Kelag-Preis: Eckhart Nickel: Hysteria
  - 3sat-Preis: Gianna Molinari: Loses Mappe
  - BKS-Publikumspreis: Karin Peschka: Wiener Kindl

- 2016[25] Sharon Dodua Otoo: Herr Gröttrup setzt sich hin
  - Kelag-Preis: Dieter Zwicky: Los Alamos ist winzig
  - 3sat-Preis: Julia Wolf: Walter Nowak bleibt liegen
  - BKS-Publikumspreis: Stefanie Sargnagel: Penne vom Kika

- 2015[26] Nora Gomringer: Recherche
  - Kelag-Preis: Valerie Fritsch: Das Bein
  - 3sat-Preis: Dana Grigorcea: Das primäre Gefühl der Schuldlosigkeit
  - BKS-Publikumspreis: Valerie Fritsch: Das Bein

- 2014[27] Tex Rubinowitz: Wir waren niemals hier
  - Kelag-Preis: Michael Fehr: Simeliberg (Auszüge)
  - 3sat-Preis: Senthuran Varatharajah: Vor der Zunahme der Zeichen
  - Mr. Heyn’s Ernst-Willner-Preis: Katharina Gericke: DOWN DOWN DOWN To The Queen Of Chinatown
  - BKS-Publikumspreis: Gertraud Klemm: Ujjayi

- 2013[28] Katja Petrowskaja: Vielleicht Esther
  - Kelag-Preis: Verena Güntner: Es bringen
  - 3sat-Preis: Benjamin Maack: „Wie man einen Käfer richtig fängt“ von Joachim Kaltenbach
  - Ernst-Willner-Preis: Heinz Helle: Wir sind schön
  - BKS-Publikumspreis: Nadine Kegele: Scherben schlucken

- 2012[29] Olga Martynova: Ich werde sagen: ‚Hi!‘
  - Kelag-Preis: Matthias Nawrat: Unternehmer
  - 3sat-Preis: Lisa Kränzler: Willste abhauen
  - Ernst-Willner-Preis: Inger-Maria Mahlke
  - BKS-Publikumspreis: Cornelia Travnicek: Junge Hunde

- 2011 Maja Haderlap: Im Kessel
  - Kelag-Preis: Steffen Popp: Spur einer Dorfgeschichte
  - 3sat-Preis: Nina Bußmann: Große Ferien
  - Ernst-Willner-Preis: Leif Randt: Schimmernder Dunst über CobyCounty
  - Publikumspreis: Thomas Klupp: 9to5 Hardcore

### 2001 bis 2010
- 2010 Peter Wawerzinek: Rabenliebe
  - Kelag-Preis: Dorothee Elmiger: Einladung an die Waghalsigen
  - 3sat-Preis: Judith Zander: Dinge, die wir heute sagten
  - Ernst-Willner-Preis: Aleks Scholz: Google Earth
  - Publikumspreis: Peter Wawerzinek: Rabenliebe

- 2009 Jens Petersen: Bis dass der Tod
  - Kelag-Preis: Ralf Bönt: Der Fotoeffekt
  - 3sat-Preis: Gregor Sander: Winterfisch
  - Ernst-Willner-Preis: Katharina Born: Fifty Fifty
  - Publikumspreis: Karsten Krampitz: Heimgehen

- 2008 Tilman Rammstedt: Der Kaiser von China
  - Telekom-Austria-Preis: Markus Orths: Das Zimmermädchen
  - 3sat-Preis: Patrick Findeis: Kein schöner Land
  - Ernst-Willner-Preis: Clemens J. Setz: Die Waage
  - Publikumspreis: Tilman Rammstedt: Der Kaiser von China

- 2007 Lutz Seiler: Turksib

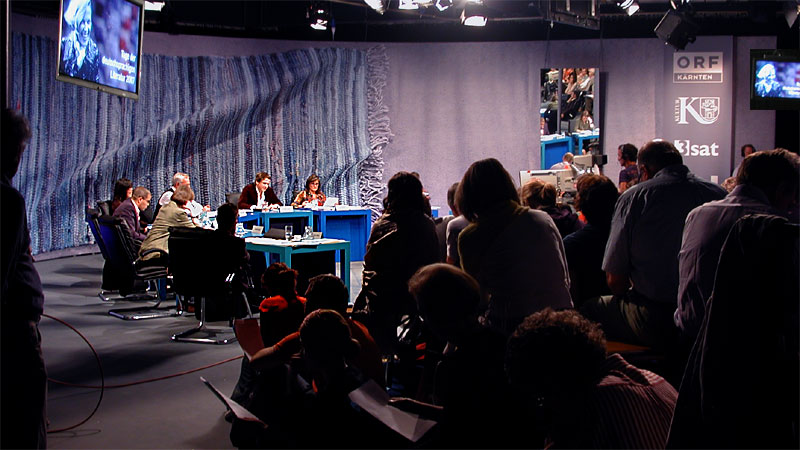
31. Tage der deutschsprachigen Literatur / Ingeborg-Bachmann-Preis

  - Telekom-Austria-Preis: Thomas Stangl: Ohne Titel ohne Ende
  - 3sat-Preis: PeterLicht: Die Geschichte meiner Einschätzung am Anfang des dritten Jahrtausends
  - Ernst-Willner-Preis: Jan Böttcher: Freundwärts
  - Publikumspreis: PeterLicht: Die Geschichte meiner Einschätzung am Anfang des dritten Jahrtausends

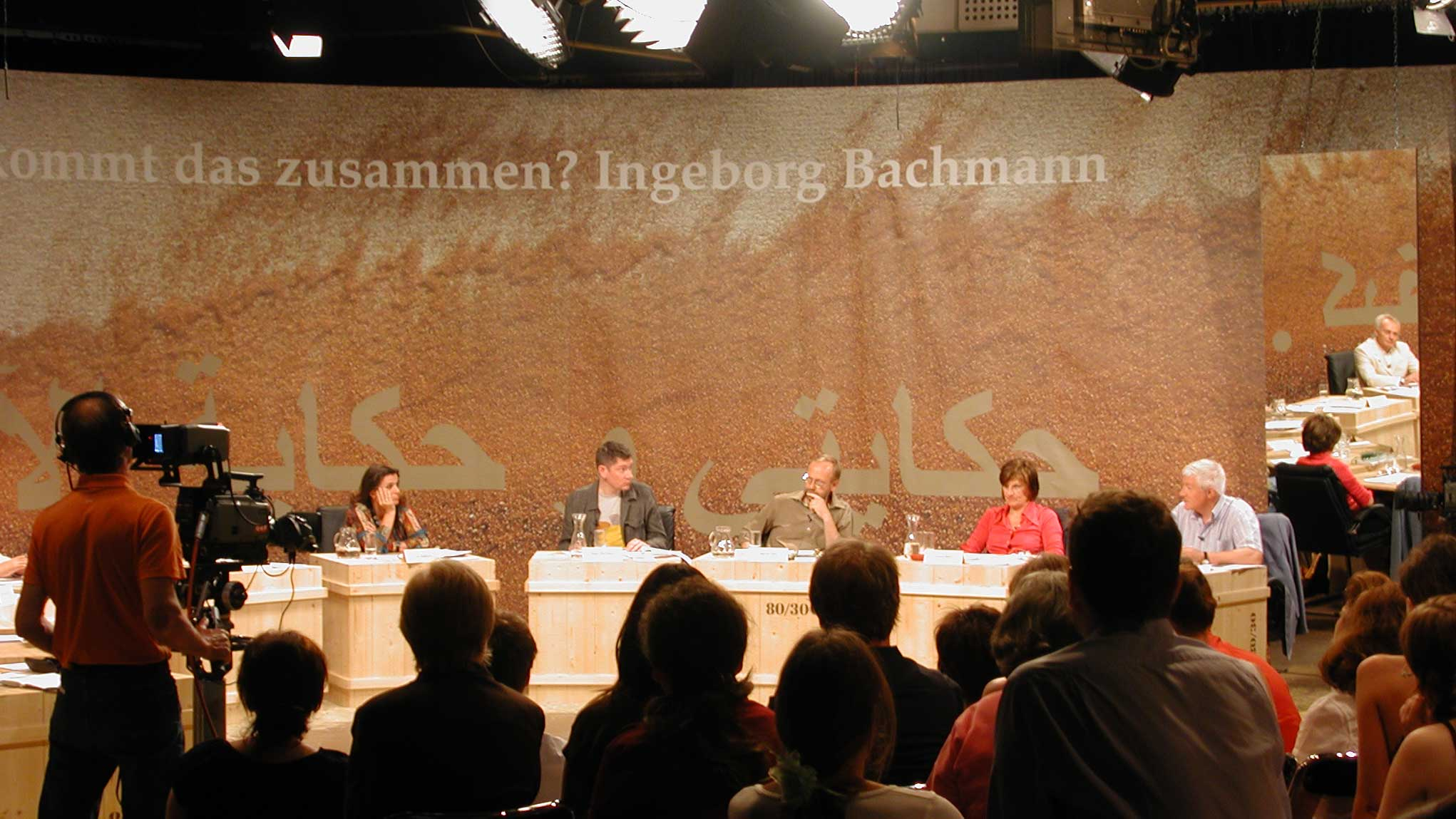
30. Tage der deutschsprachigen Literatur / Ingeborg-Bachmann-Preis

- 2006 Kathrin Passig: Sie befinden sich hier
  - Telekom-Austria-Preis: Bodo Hell: Stadt Land Berg
  - 3sat-Preis: Norbert Scheuer: Überm Rauschen (später zum Roman erweitert)
  - Ernst-Willner-Preis: Angelika Overath: Das Aquarium
  - Publikumspreis: Kathrin Passig: Sie befinden sich hier

- 2005 Thomas Lang: Am Seil
  - Preis der Jury: Julia Schoch: Der Ritt durch den Feind
  - 3sat-Preis: Anne Weber: Auszug
  - Ernst-Willner-Preis: Natalie Balkow: Oben, wo nichts mehr ist
  - Publikumspreis: Saša Stanišić: Was wir im Keller spielen …

- 2004 Uwe Tellkamp: Auszug aus dem Roman Der Schlaf in den Uhren
  - Preis der Jury: Arne Roß: Pauls Fall
  - 3sat-Preis: Guy Helminger: Pelargonien
  - Ernst-Willner-Preis: Simona Sabato: Beginn eines Romans
  - Publikumspreis: Wolfgang Herrndorf: Diesseits des Van-Allen-Gürtels

- 2003 Inka Parei: Auszug aus dem Roman Was Dunkelheit war
  - Preis der Jury: Feridun Zaimoglu: Häute
  - 3sat-Preis: Farhad Showghi: Die große Entfernung
  - Ernst-Willner-Preis: Ulla Lenze: Schwester und Bruder (Romanauszug)
  - Publikumspreis: Inka Parei: Auszug aus dem Roman Was Dunkelheit war

- 2002 Peter Glaser: Geschichte von Nichts
  - Preis der Jury: Annette Pehnt: Insel Vierunddreißig
  - Ernst-Willner-Preis: Mirko Bonné: Auszeit
  - 3sat-Preis: Raphael Urweider: Steine
  - Publikumspreis: Christoph W. Bauer: Aufstummen

- 2001 Michael Lentz: Muttersterben
  - Preis der Jury: Jenny Erpenbeck: Sibirien
  - Ernst-Willner-Preis: Antje Rávic Strubel: Das Märchen von der selbst gewählten Entführung
  - 3sat-Preis: Katrin Askan: Landläufig

### 1991 bis 2000
- 2000 Georg Klein: Auszug aus einem langen Prosatext
  - Preis der Jury: Susanne Riedel: Knoten (Auszug aus einem Romanmanuskript)
  - Ernst-Willner-Preis: Andreas Maier: Diagnosestunde
  - 3sat-Preis: Julia Franck: Mir nichts, dir nichts
  - Stipendien der unabhängigen Plattform kulturinteressierter Kärntner: David Wagner: Der Wasserschaden und Malin Schwerdtfeger: Fell und Federn

- 1999 Terézia Mora: Der Fall Ophelia
  - Preis des Landes Kärnten: Stefan Beuse: Verschlußzeit
  - Ernst-Willner-Preis: Thor L. Kunkel: Das Doppelleben der Amöbe
  - 3sat-Preis: Christian Uetz: Hirnhelle Heroine
  - Telekom Austria Stipendium: Patricia Görg: Glücksspagat

- 1998 Sibylle Lewitscharoff: PONG.
  - Preis des Landes Kärnten: Kathrin Schmidt: JULI. Aus: Die Gunnar-Lennefsen-Expedition, Roman.
  - Ernst-Willner-Preis: John von Düffel: Fliegenfischen. Kapitel IV aus dem Roman „Vom Wasser“.
  - 3sat-Stipendium: Ralf Bönt: Gold. Romanauszug.

- 1997 Norbert Niemann: Wie man's nimmt
  - Preis des Landes Kärnten: Steffen Kopetzky: Einbruch und Wahn. Ein Versuch über die Umtriebe der Anderen
  - Ernst-Willner-Preis: Bettina Galvagni: Die letzte Ikone
  - 3sat-Stipendium: Zoë Jenny: Das Blütenstaubzimmer

- 1996 Jan Peter Bremer: Der Fürst spricht
  - Preis des Landes Kärnten: Johannes Jansen: Dickicht Anpassung
  - Ernst-Willner-Preis: Felicitas Hoppe: Das Richtfest
  - Bertelsmann-Literaturpreis: Lydia Mischkulnig: Bande
  - 3sat-Stipendium: Heiko Michael Hartmann: MOI

- 1995 Franzobel: Die Krautflut
  - Preis des Landes Kärnten: Ulrike Kolb: Danach
  - Ernst-Willner-Preis: Ingo Schulze: 33 Augenblicke des Glücks
  - Bertelsmann-Literaturpreis: Ilija Trojanow: Die Welt ist groß und Rettung lauert überall
  - 3sat-Stipendium: Gundi Feyrer: Mein Sehen

- 1994 Reto Hänny: Guai
  - Preis des Landes Kärnten: Raoul Schrott: Ludwig Höhnel – Totenheft
  - Ernst-Willner-Preis: Stefanie Menzinger: Der Gärtner, der Kater und ich
  - Bertelsmann-Stipendium: Ruth Schweikert: Fünfzig Franken
  - 3sat-Stipendium: Doron Rabinovici: Mullemann

- 1993 Kurt Drawert: Haus ohne Menschen. Ein Zustand
  - Preis des Landes Kärnten: Hanna Johansen: Anderes Licht
  - Ernst-Willner-Preis: Sandra Kellein: Hochformat
  - Bertelsmann-Stipendium: Jan Peter Bremer: Der kurze Weg
  - 3sat-Stipendium: Dirk Brauns: Paradebeispiel

- 1992 Alissa Walser: Geschenkt
  - Preis des Landes Kärnten: Alois Hotschnig: Rettung
  - Ernst-Willner-Preis: Ulrich Holbein: Universum schlaflos
  - Bertelsmann-Stipendium: Ulrich Peltzer: (ohne Titel)
  - Stipendium der Kärntner Industrie: Burkhard Spinnen: Der Pfeiler
  - 3sat-Stipendium: Fritz Krenn: Das Holz

- 1991 Emine Sevgi Özdamar: Das Leben ist eine Karawanserei
  - Preis des Landes Kärnten: Urs Allemann: Babyficker
  - Ernst-Willner-Preis: Marcel Beyer: Flughunde
  - Bertelsmann-Stipendium: Peter Wawerzinek: Moppel Schappik
  - Stipendium der Kärntner Industrie: Hubert Konrad Frank: Café Wintergarten
  - 3sat-Stipendium: Theres Roth-Hunkeler: Das Muttermal

### 1981 bis 1990
- 1990 Birgit Vanderbeke: Das Muschelessen
  - Preis des Landes Kärnten: Franz Hodjak: Die Jacke
  - Ernst-Willner-Preis: Ludwig Roman Fleischer: Rakontimer
  - Stipendium der Verlage: Ingeborg Harms: Auf den breiten Nacken einer Sumpfschildkröte
  - Stipendium der Kärntner Industrie: Cornelia Manikowsky: Eine Frau und ein Junge
  - 3sat-Auszeichnung: Pieke Biermann: Das Gesetz des Auges

- 1989 Wolfgang Hilbig: Eine Übertragung
  - Preis des Landes Kärnten: Norbert Gstrein: Dschungel. Ein Prolog
  - Ernst-Willner-Preis: Sabine Peters: drei fragen
  - Stipendium der Verlage: Bernd Schirmer: Aus Cahlenberg
  - Stipendium der Kärntner Industrie: Thomas Hettche: Ludwig muß sterben
  - 3sat-Auszeichnung: Eberhard Häfner: Roter Cox

- 1988 Angela Krauß: Der Dienst
  - Preis des Landes Kärnten: Anselm Glück: geschichte
  - Ernst-Willner-Preis: Michael Wildenhain: Enger Ort
  - Stipendium der 23 Verlage: Bernhard Gierds: Die Flucht der Kanarienvögel
  - Stipendium der Kärntner Industrie: Sylvia Brandis: Eine Freundin ganz besonderer Art

- 1987 Uwe Saeger: Ohne Behinderung, ohne falsche Bewegung
  - Preis des Landes Kärnten: Werner Fritsch: Cherubim II: Wenzel Heindl, DAS WERNERL
  - Stipendium der Kärntner Industrie: Anna Langhoff: Vier Texte: Das Notschlachtmesser in meiner Brust, Tausend Meter Herzsprung, Nordsees Odysseus, Die Notwendigkeit
  - Ernst-Willner-Stipendium: Irina Liebmann: Hast du die Nacht genutzt?
  - Den Literaturförderungspreis der Stadt Dachau vergaben die Autoren zu gleichen Teilen an das Dokumentationszentrum des Bundes jüdischer Verfolgter des Naziregimes in Wien und an die Vereinigung der Verfolgten des Nazi-Regimes

- 1986 Katja Lange-Müller: Kaspar Mauser – Die Feigheit vorm Freund
  - Preis des Landes Kärnten: Ingrid Puganigg: Das Maniefest
  - Preis der Industriellenvereinigung: Jochen Beyse: Das Affenhaus
  - Preis der Stadt Wiesbaden: Zsuzsanna Gahse: Sieben Personen
  - Ernst-Willner-Stipendium: Daniel Grolle: Sieger und Da ist was da unten, Arnulf Ploder: Erdschwere

- 1985 Hermann Burger: Die Wasserfallfinsternis von Badgastein
  - Preis des Landes Kärnten: Birgit Kempker: In der Allee
  - Preis der Industriellenvereinigung: Ginka Steinwachs: Das postbarocke Temperament in seinem Barceloneser Element
  - Ernst-Willner-Stipendium: Lilian Faschinger: Die neue Scheherazade und Dante Andrea Franzetti: Cosimo und Hamlet

- 1984 Erica Pedretti: Das Modell und sein Maler
  - Sonderpreis der Klagenfurter Jury: Renate Schostack: Ansprache an Schwester Benedicta
  - Preis der Industriellenvereinigung: Wolfgang Hegewald: Burgenland
  - Ernst-Willner-Stipendium: Helen Meier: Lichtempfindlich und Thomas Strittmatter: Der Schwarzwursthammer

- 1983 Friederike Roth: Aus Das Buch des Lebens
  - Sonderpreis der Klagenfurter Jury: Gerhard Köpf: Schwellengang
  - Preis der Industriellenvereinigung: Uwe Herms: Die Papageien von New York
  - Ernst-Willner-Stipendium: Wolfgang Linder: Dunst und Bodo Morshäuser: Nur die Liebe

- 1982 Jürg Amann: Rondo
  - Sonderpreis der Klagenfurter Jury: Birgitta Arens: Katzengold
  - Preis der Industriellenvereinigung: Einar Schleef: Wittenbergplatz
  - Stipendium von den Verlegern: Ulla Berkéwicz: Josef stirbt und Walter Vogl: Geräusche

- 1981 Urs Jaeggi: Ruth
  - Sonderpreis der Klagenfurter Jury: Eva Demski: Karneval
  - Stipendium der Verleger: Franz Mechsner: Spaziergang und Dominik Brun: Schürfungen

### 1977 bis 1980
- 1980 Sten Nadolny: Kopenhagen 1801
  - Sonderpreis der Klagenfurter Jury: Anna Jonas: Das Haus der Tante
  - Stipendium der Verleger: Ingrid Puganigg: Fasnacht

- 1979 Gert Hofmann: Die Fistelstimme
  - Sonderpreis der Klagenfurter Jury: Josef Winkler: Bilder aus der Arbeit: Der Ackermann aus Kärnten
  - Stipendium: Walter Müller: Apokalypso

- 1978 Ulrich Plenzdorf: kein runter kein fern
  - Sonderpreis der Klagenfurter Jury: Gertrud Leutenegger: Zürich oder Immer wieder ist Atlantis in Gefahr
  - Stipendium: Katja Behrens: Liebe

- 1977 Gert Jonke: Erster Entwurf zum Beginn einer sehr langen Erzählung
  - Sonderpreis der Klagenfurter Jury: Hans-Jürgen Fröhlich: Einschüchterungsversuche
  - Stipendium: Renate Schostack: Das Haus

## Moderation
Durch die Sendung führte in den Anfangsjahren Ernst Willner als Vertreter des veranstaltenden ORF, der auch gleichzeitig voll stimmberechtigtes Jurymitglied war. Ebenso handhabten es seine Nachfolger auf dem ORF-Stammsessel, Manfred Mixner (1984–85) und Roman Roček (1986). 1987 wurde durch Statutenänderung die Trennung von Veranstalter und Jury durchgesetzt und Ernst Alexander Rauter zum moderierenden Jurymitglied ohne Stimmrecht. Bereits 1988 folgte ihm Ernst Grissemann. der das Moderatorenamt ohne Diskussionbeteiligung ausübte. Grissemann gab 1997 die Moderation an Ernst A. Grandits ab, auf den – nach einem Interimsjahr mit Dieter Moor – 2009 die ORF-Kulturjournalistin Clarissa Stadler folgte. Von 2013 bis 2022 moderierte Christian Ankowitsch die Jurydiskussionen, 2022 gemeinsam mit Cécile Schortmann. Im Jahr 2023 übernahmen Peter Fässlacher und Cécile Schortmann die Moderation.